# 11807 Wannberg
11807 Wannberg este o planetă minoră (asteroid), cu un diametru de 5,892 km, din centura de asteroizi. A fost descoperită pe 1 martie 1981 la Observatorul Siding Spring de Schelte J. Bus și a fost numită după Asta Pellinen-Wannberg⁠(d). 
Obiectul prezintă o orbită caracterizată de o semiaxă mare de 3,0712515 UAi, o excentricitate de 0,11, o înclinație de 8,86521 ° în raport cu ecliptica.